# National Provincial Championship 1997
La National Provincial Championship 1997 fue la vigésimo segunda edición del principal torneo de rugby de Nueva Zelanda.
El campeón del torneo fue el equipo de Canterbury quienes lograron su tercer campeonato.

## Sistema de disputa
Cada equipo enfrenta a los equipos restantes en una sola ronda.
- Los cuatro mejores equipos clasifican a semifinales por la búsqueda del campeonato.

- El equipo ubicado en la última posición al final del campeonato descenderán directamente a la Segunda División.

## Clasificación
Tabla de posiciones:
| Pos. | Equipo           | Encuentros | Encuentros | Encuentros | Encuentros | Tantos | Tantos | Tantos | PB | PB | Puntos |
| Pos. | Equipo           | PJ         | PG         | PE         | PP         | F      | C      | Dif    | BO | BD | Puntos |
| ---- | ---------------- | ---------- | ---------- | ---------- | ---------- | ------ | ------ | ------ | -- | -- | ------ |
| 1.º  | Waikato          | 8          | 7          | 0          | 1          | 233    | 132    | +101   | 3  | 1  | 32     |
| 2.º  | Canterbury       | 8          | 6          | 0          | 2          | 259    | 137    | +122   | 4  | 1  | 29     |
| 3.º  | Auckland         | 8          | 5          | 0          | 3          | 217    | 198    | +19    | 5  | 2  | 27     |
| 4.º  | Counties Manukau | 8          | 6          | 0          | 2          | 225    | 161    | +64    | 2  | 0  | 26     |
| 5.º  | Otago            | 8          | 4          | 0          | 4          | 211    | 193    | +18    | 3  | 2  | 21     |
| 6.º  | Wellington       | 8          | 3          | 0          | 5          | 207    | 287    | -80    | 4  | 2  | 18     |
| 7.º  | Taranaki         | 8          | 2          | 0          | 6          | 216    | 260    | -44    | 1  | 3  | 12     |
| 8.º  | North Harbour    | 8          | 2          | 0          | 6          | 116    | 179    | -63    | 0  | 2  | 10     |
| 9.º  | Southland        | 8          | 1          | 0          | 7          | 171    | 308    | -137   | 2  | 3  | 9      |

|  | Semifinalistas.           |
|  | Descenso a la División 2. |

### Semifinales
| 18 de octubre | Canterbury | 21 - 15 | Auckland |  |  |

| 18 de octubre | Waikato | 40 - 43 | Counties Manukau |  |  |

### Final
| 25 de octubre | Canterbury | 44 - 13 | Counties Manukau |  |  |

| Bandera de Nueva Zelanda |
| Campeón Canterbury       |
| Tercer título            |